# Знаме на кримските татари
Знамето на кримските татари (на кримскотатарски: Qırım bayrağı) е етническото знаме на татарите в Крим.
Представлява поле в син цвят, на което в горния ляв ъгъл е изобрезена жълта тамга - символ на кримските татари. Синьото е традиционният цвят на тюркските народи, който е използван върху знамената на Кримското ханство.

## История
Знамето е прието за първи път от Националния конгрес на кримските татари през 1917 г., след Февруарската революция в Руската империя.
На 30 юни 1991 г. е свикан нов Национален конгрес, на който знамето отново е прието като национален символ на кримските татари.